# Nexon
Nexon – miejscowość i gmina we Francji, w regionie Nowa Akwitania, w departamencie Haute-Vienne.
Według danych na rok 1990 gminę zamieszkiwało 2297 osób, a gęstość zaludnienia wynosiła 56 osób/km² (wśród 747 gmin Limousin Nexon plasuje się na 38. miejscu pod względem liczby ludności, natomiast pod względem powierzchni na miejscu 71.).

## Galeria

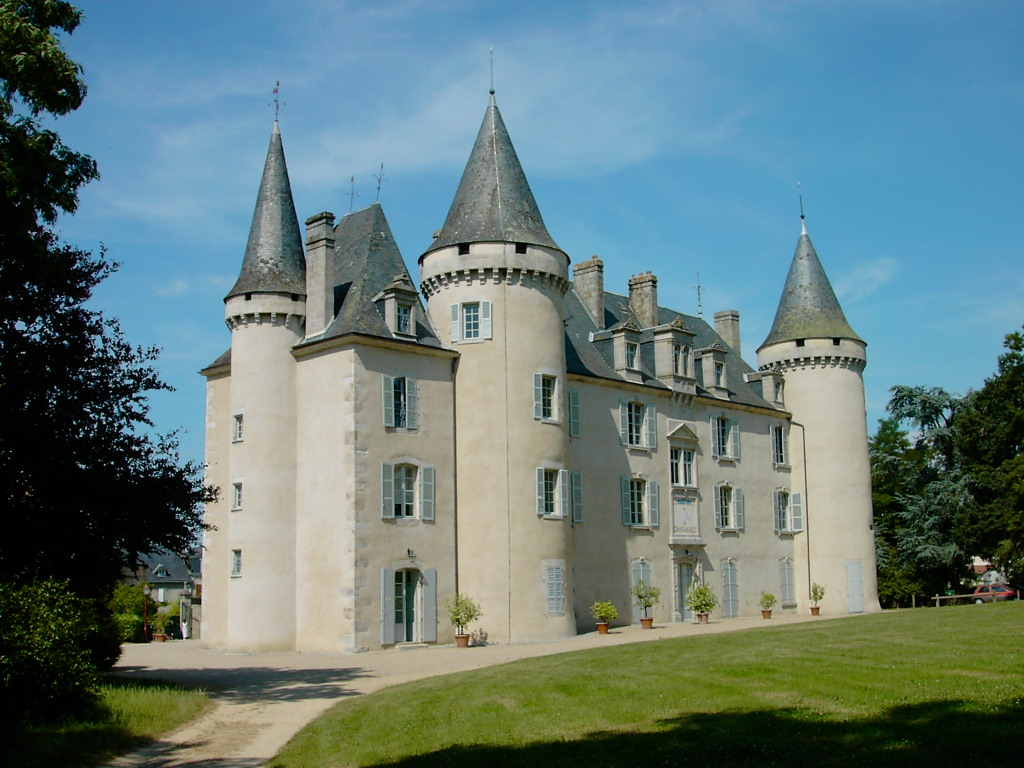
Zamek Nexon (2003)
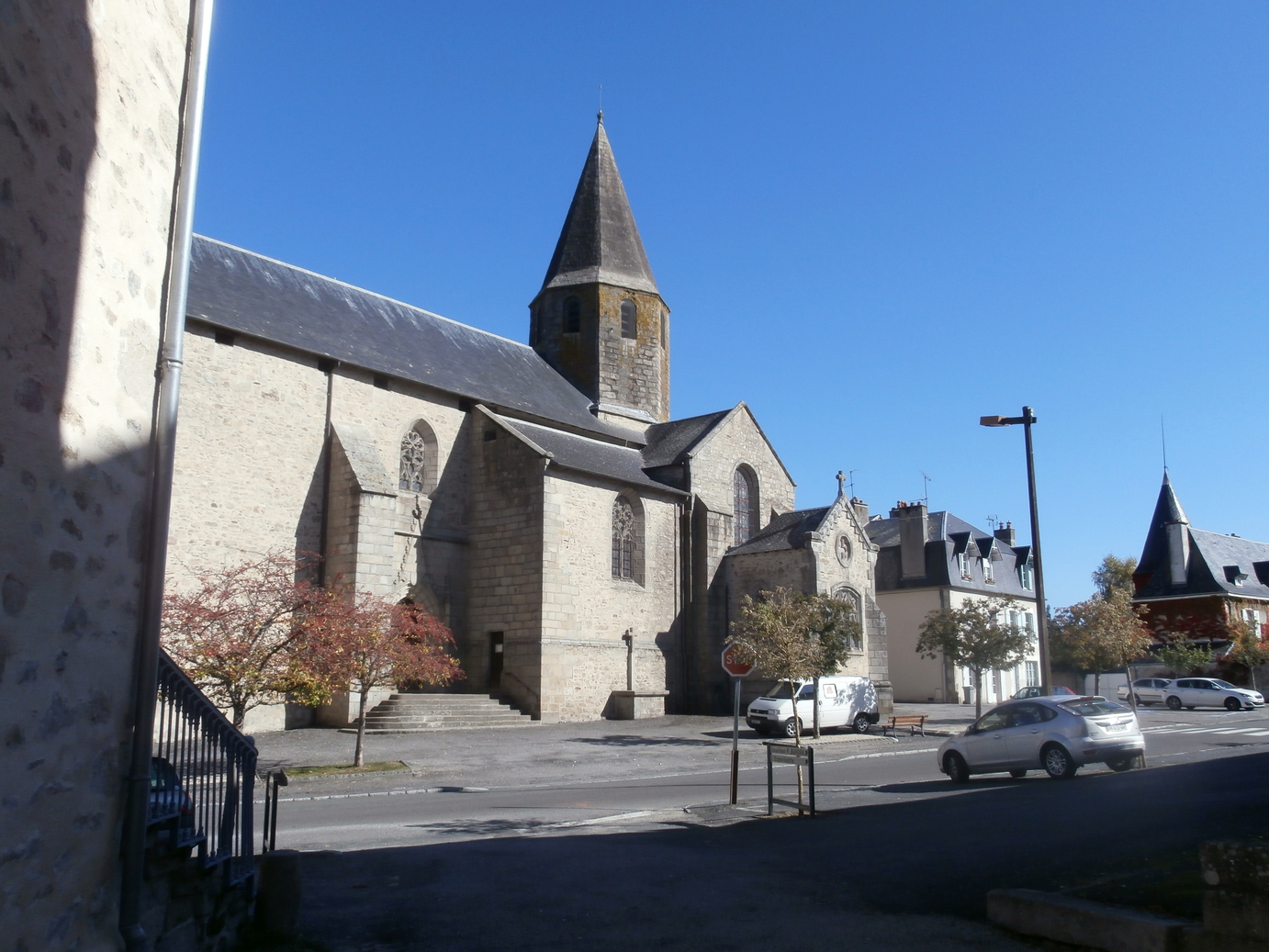
Kościół św. Jana Chrzciciela (2015)
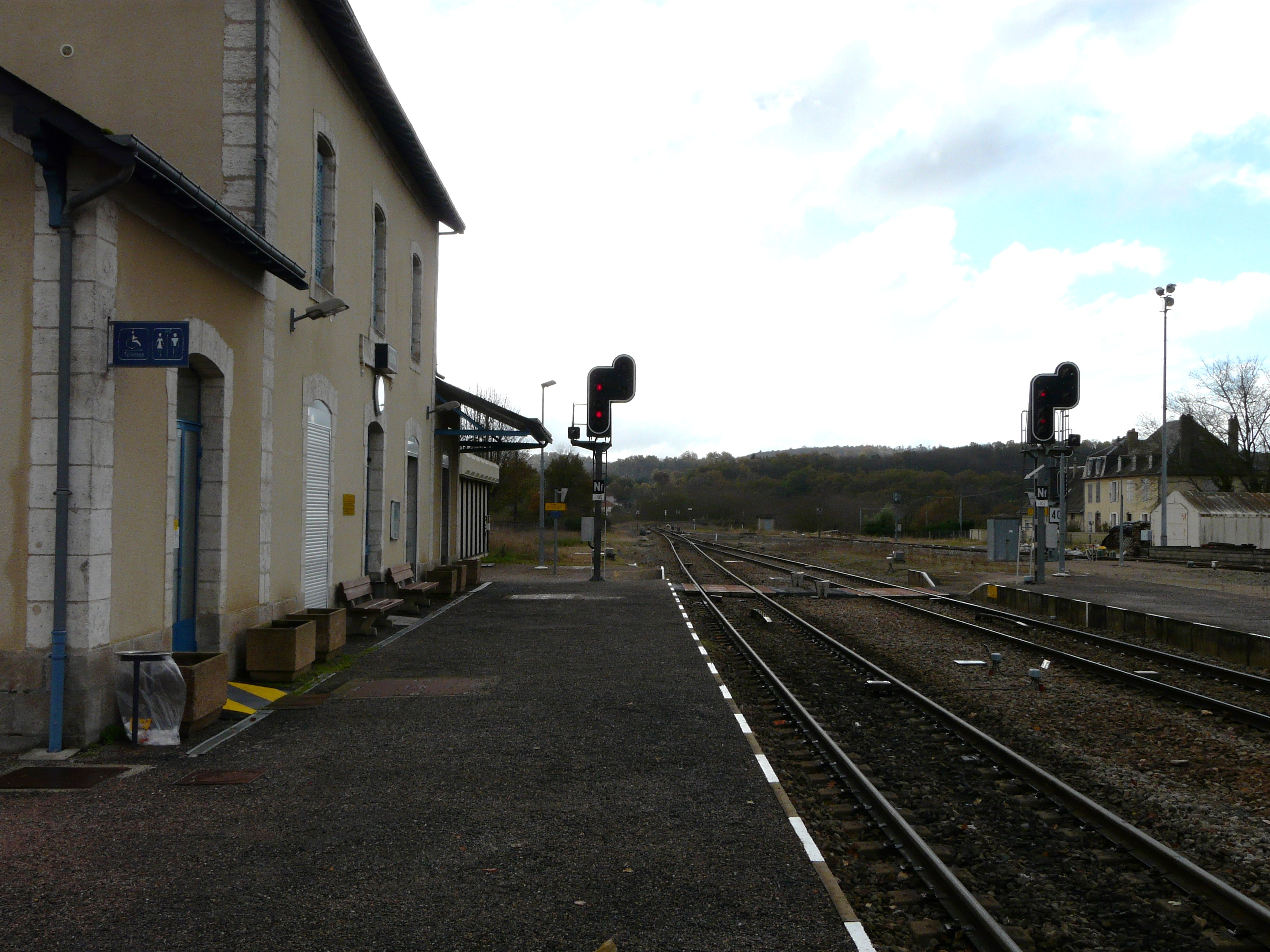
Stacja kolejowa (2013)

## Populacja

Populacja Nexon w latach 1962–2008